# Samir Hadjou
Samir Hadjou (en arabe : سمير حاجو) est un footballeur algérien né le 20 mars 1978 à Tlemcen. Il évoluait au poste de milieu défensif.

## Biographie
Il évolue en première division algérienne avec son club formateur, le WA Tlemcen et le CA Bordj Bou Arreridj. Il dispute 113 matchs en inscrivant cinq buts en Ligue 1.

## Palmarès
WA Tlemcen
- Coupe d'Algérie (1) :
  - Vainqueur : 2001-02.
  - Finaliste : 1999-00 et 2007-08.